# Шахворостовка (Житомирская область)
Ша́хворостовка (укр. Шахворостівка) — село в Коростышевском районе Житомирской области Украины.

## История
Село основано в 1646 году.
В январе 1918 года здесь была установлена Советская власть, но в дальнейшем, в ходе гражданской войны власть несколько раз менялась.
В 1924 году в селе был создан колхоз.
В ходе Великой Отечественной войны в 1941—1943 поселение находилось под немецкой оккупацией. Во время войны 188 жителей села воевали в РККА, ещё 29 жителей воевали в составе советских партизанских отрядов имени Щорса и имени В. И. Чапаева.
В 1973 году численность населения составляла 332 человека, здесь находились центральная усадьба колхоза "Перемога", средняя школа, Дом культуры на 250 мест, библиотека с фондом 8 тыс. книг, фельдшерско-акушерский пункт и 121 двор.
По переписи 2001 года составляло 227 человек.

## Адрес местного совета
12535, Житомирская область, Коростышевский р-н, с.Шахворостовка